# Saturday Night Fever: The Original Movie Sound Track
Saturday Night Fever: The Original Movie Sound Track ist das Soundtrackalbum zum Film Saturday Night Fever, das 1977 als Doppelalbum veröffentlicht wurde und weltweit die Charts anführte. In Deutschland rangierte das Album von Mitte Mai 1978 an zwei Monate auf Platz 1 der Albumcharts und wurde bis Dezember in den Top 10 notiert. In den USA verblieb das Album 24 Wochen an der Spitze der Alben-Charts und verließ die Charts erst im März 1980, während es in Großbritannien 18 Wochen den Spitzenplatz belegte. Auf beiden Seiten des Atlantiks verkörperte das Album aufgrund seiner Popularität das „Disco-Phänomen“. Es gehört zu den weltweit meistverkauften Musikalben.

## Produktion
Ursprünglich plante man für die Tanzszenen des Films den Song „Lowdown“ des amerikanischen Musikers Boz Scaggs zu verwenden, doch dessen Plattenfirma gab die Nutzungsrechte dazu nicht frei. So entschied man zunächst, David Shire, der für den Score des Films verantwortlich war, Titel für die Tanzszenen des Films zu komponieren, um so weiteren rechtlichen Problemen aus dem Weg zu gehen. Doch offenbar entsprachen diese Kompositionen nicht den Erwartungen des Produzententeams (keiner dieser Kompositionen ist auf dem Soundtrack enthalten) und Robert Stigwood entschied, Musik von seinem eigenen Label RSO Records zu nutzen. Dabei fiel seine Wahl auf „You Should Be Dancing“ der Bee Gees, aus deren Album Children of the World. Und als zu Beginn der Dreharbeiten im März 1977 noch immer keine passenden Songs für den Film gefunden waren, beauftragte Stigwood die Bee Gees, vier Songs, darunter eine Ballade für die Liebesszene im Film, zu schreiben.

### Bee Gees
Die Brüder Gibb arbeiteten im Februar und März 1977 in dem französischen Studio Le Chateau, in Hérouville, nahe Paris, an der Fertigstellung ihres Konzertalbums Here at Last...Bee Gees...Live, und um die Arbeiten an einem neuen Album zu beginnen. Im Februar hatten sie bereits den Titel „If I Can't Have You“ fertiggestellt und für „Night Fever“, „More Than a Woman“ und „How Deep Is Your Love“ gab es bereits Demos, die die Erwartungen der Produzenten erfüllten. Als Stigwood noch einen weiteren Titel forderte, entstand „Staying Alive“ (Arbeitstitel: Saturday Night).
„How Deep is Your Love“ war ursprünglich für Yvonne Elliman, die ebenfalls bei RSO Records unter Vertrag stand, komponiert worden, doch Stigwood entschied, dass die Bee Gees den Titel selbst interpretieren sollten. Eliman bekam den Song „If I Can't Have You“. „More Than a Woman“ wurde an die Band Tavares abgegeben. Im April wurden dann in den Criteria Studios die Titel „Night Fever“, „How Deep is Your Love“ und „Staying Alive“ fertiggestellt. Die Bee Gees-Version von „More Than a Woman“ bekam erst im September seine endgültige Fassung.
Da Schlagzeuger Dennis Bryon bei den Aufnahmen zu „Staying Alive“ nicht zugegen war, schnitt Toningenieur Karl Richardson ein Stück aus dem Tonband der Aufnahme zu „Night Fever“ heraus und klebte es an seinen Enden zusammen. So entstand das erste in der Musikgeschichte dokumentierte Drum-Loop, das später auch bei „More Than a Woman“ und, zwei Jahre später, bei der Produktion zu Barbra Streisands „Woman in Love“ zum Einsatz kam.

#### Mitwirkende
- Produzenten: Bee Gees, Albhy Galuten, Karl Richardson
- Toningenieure: Karl Richardson, Michel Marie (Le Chateau)
- Gesang: Barry Gibb, Robin Gibb, Maurice Gibb
- Bass: Maurice Gibb
- Schlagzeug: Dennis Bryon
- Gitarre: Alan Kendall, Barry Gibb
- Keyboard: Blue Weaver
- Percussion: Joe Lala (Staying Alive, More Than a Woman)

Die Aufnahmen entstanden in den Studios Le Chateau, Hérouville, in Frankreich, in den Criteria Recording Studios in Miami, sowie in den Cherokee Studios, Los Angeles.

### David Shire
David Shire war als erster Musiker in die Arbeiten an dem Soundtrack involviert. Er war für den Score verantwortlich und komponierte und produzierte für das Album die Titel „Manhattan Skyline“ und „Salsation“, sowie die Adaption von Eine Nacht auf dem kahlen Berge von Modest Mussorgsky, „Night on Disco Mountain“. „Manhattan Skyline“ wurde auch als Single veröffentlicht.

#### Mitwirkende
- Produzenten: David Shire, Bill Oakes
- Toningenieure: Danny Wallin, Jerry Crawford
- Arrangements: David Shire
- Konzertmeister: Jimmy Getzoff
- Bass:
  - Scott Edwards (Salsation, Night on Disco Mountain)
  - Abraham Laboriel (Manhattan Skyline)
- Gitarre:
  - Lee Ritenour
  - Dennis Budimir (Night on Disco Mountain)
  - Mitch Holder (Manhattan Skyline)
- Keyboards:
  - Sonny Burke (Salsation, Manhattan Skyline)
  - Ralph Grierson (Night on Disco Mountain)
- Synthesizer: Michael Boddicker (Night on Disco Mountain, Manhattan Skyline)
- Schlagzeug:
  - James Gadson (Manhattan Skyline)
  - Mike Baird (Night on Disco Mountain)
  - Mark Stevens (Salsation)
- Percussion:
  - Emil Richards (Salsation, Night on Disco Mountain)
  - Steve Forman
- Congas: Chino Valdez (Salsation)
- Timbales: Bob Zimmitti (Salsation)
- Trompetensolo: Jerome Richardson (Salsation)
- Piano: Eddie Cano (Salsation)

Die Aufnahmen entstanden in den Burbank Studios in Kalifornien.

### Yvonne Elliman, Tavares
Yvonne Elliman, Ehefrau des amerikanischen RSO-Vorsitzenden Bill Oakes, hatte bereits 1976 einen Hit mit der Bee Gees-Komposition „Love Me“. Ursprünglich hatten die Brüder für sie „How Deep is Your Love“ komponiert, den Titel dann aber selbst aufgenommen. Elliman bekam die Komposition „If I Can't Have You“, die auch auf ihrem Soloalbum »Night Flight« von 1978 enthalten ist. Elliman hatte früher schon mit Freddie Perren zusammengearbeitet, der auch Produzent von Tavares und deren Hitsingle „Heaven Must Be Missing An Angel“ war.

#### Mitwirkende
- Produzent: Freddie Perren
- Toningenieure:
  - Larry Miles
  - Steve Pouliot
  - Jim Nau (If I Can't Have You)
  - Tyrone Williams (If I Can't Have You)
- Arrangements: Wade Marcus, Freddie Perren
- Bass: Scott Edwards
- Gitarre: Bob Bowles
- Piano: Sonny Burke
- Schlagzeug: James Gadson
- Percussion: Bob Zimmitti, Paulinho Da'Costa
- Synthesizer: Freddie Perren (If I Can't Have You)
- Gesang: Julia Tillman Waters, Marti McCall, Maxine Willard Waters (alle: If I Can't Have You)

Die Aufnahmen für diese Titel fanden in The Mom & Pops Company Store in Studio City statt.

## Zusammenstellung
Obwohl der Soundtrack heute als ein Teil der Bee Gees-Diskografie angesehen wird, ist der Beitrag der Band mit nur vier neuen von insgesamt 17 Titeln auf dem Soundtrack recht gering. Nach dem großen Erfolg ihres Albums »Children of the World«, erwarteten sowohl der Markt als auch die Fans im Herbst ein neues Album. Ein Album parallel zum Soundtrack wäre aber sicher ein hohes Risiko gewesen. Auch ein Album nur mit RSO-Künstlern (Bee Gees, Yvonne Elliman und David Shire) als Soundtrack hätte bei einem Misserfolg des Films allen Beteiligten schaden können. Möglicherweise ein Grund, warum für einen von RSO produzierten Film nicht automatisch Musik der Bee Gees genutzt wurde.
Im September 1977 entschied man offenbar aus dem Soundtrack ein Doppelalbum zu machen. Die Ballade „How Deep is Your Love“ der Bee Gees wurde als Single veröffentlicht und gleichzeitig ging die Band in Los Angeles in das von ihnen zuvor noch nie genutzte Cherokee Studio in Los Angeles, um eine eigene Version ihrer Komposition „More Than a Woman“ fertigzustellen. Doch „How Deep is Your Love“ enttäuschte zunächst. In den USA erreichte sie erst nach über zwei Monaten, als der Spielfilm in den Kinos angekommen war, die Spitzenposition. In Deutschland und Österreich kam die Single zunächst gar nicht in die Charts. Im September 1977 veröffentlicht, dauerte es bis Mai bzw. Juni 1978 (der Film war im April 1978 in den deutschen Kinos angelaufen), bis sie erstmals in den Verkaufscharts notiert wurde. Alleine in England erreichte die Single im Dezember 1977 ihre Höchstplatzierung (Nr. 3) einen Monat vor dem Kinostart.
So hatte man für den Soundtrack neun produzierte Titel, die allesamt im Film eingesetzt wurden. Zusätzlich wählte man acht weitere ältere Titel aus, die eine breite Spanne dessen darstellten, was in den Musikhörern in den USA 1977 unter den Begriffen Soul, Funk und Disco bekannt war:
1. „A Fifth of Beethoven“ von Walter Murphy war bereits im Sommer 1976 ein Nummer-eins-Hit in den USA und befand sich auch auf dessen gleichnamigen Album. Aber auch in Europa konnte der Titel kommerziell überzeugen. Erschienen war er auf dem Private Stock-Label von Larry Uttal, für das das Produzententeam Gibb-Galuten-Richardson zeitgleich den Song „Emotion“ von Samantha Sang produzierte, der parallel im Januar 1978 veröffentlicht wurde.
2. „Boogie Shoes“ von KC and the Sunshine Band war schon Anfang 1976 auf dem Album »KC And The Sunshine Band« erschienen und von dem in Miami ansässigen Label T.K. Records veröffentlicht worden, das für seinen typischen Miami Sound bekannt war. „Boogie Shoes“ wurde im Sommer 1978 als Single veröffentlicht und ein kleiner Hit in den USA.
3. „Calypso Breakdown“ von Ralph MacDonald war ebenfalls ein Beispiel für den Miami Sound, 1976 auf dem Label Marlin erschienen, einem Sublabel von T.K. Records. „Calypso Breakdown“ erschien ursprünglich auf Ralph MacDonalds Album »Sound of a Drum«. Auf dem von William Eaton komponierten Titel sind u. a. Rick Marotta, Chuck Rainey, Eric Gale und Richard Tee zu hören.
4. Mit „Open Sesame“ von Kool & the Gang, 1976 auf deren gleichnamigen Album bei De-Lite Records erschienen, konnte Produzent Bill Oakes eine bereits seit Jahren erfolgreiche Funk-Band im Film und auf dem Album präsentieren.
5. „You Should Be Dancing“ vom 1976 erschienen Bee Gees-Album »Children of the World« fand seinen Weg auf das Album, weil die neuen Bee Gees-Songs bei Drehbeginn des Films noch nicht fertiggestellt waren und John Travolta zu diesem Titel tanzte.
6. „Jive Talkin’“ von den Bee Gees wurde dem Album möglicherweise als Tribut an deren früheren Produzenten Arif Mardin hinzugefügt. Bei einigen Neuauflagen des Soundtracks in den USA fehlte dieser von Mardin produzierte Titel jedoch und wurde durch die Live-Version vom Album Here at Last...Bee Gees...Live ersetzt.
7. Mit „K-Jee“ von MFSB hatte man auch einen typischen Vertreter des Phillysounds gefunden. MFSB hatten 1974 mit „TSOP (The Sound Of Philadelphia)“ einen Nummer-1-Hit in den USA. Ursprünglich erschien der Titel auf dem Album »Universal Love« bereits 1975 bei Philadelphia International Records.
8. „Disco Inferno“ von The Trammps, das mit seinen knapp 11 Minuten das Album abschließt, war eine Produktion des Teams Earl Young, Norman Harris und Ron Baker, die seit 1972 mit der Band immer wieder in den US-Charts auftauchten und mit einer stark gekürzten Version von „Disco Inferno“ im Frühjahr 1978 ihren größten Hit landen konnten, nachdem die Single ursprünglich bereits zwei Jahre zuvor erschienen war.

### Titelliste
- A1. Stayin’ Alive (Barry, Robin & Maurice Gibb) von Bee Gees – 4:45
- A2. How Deep Is Your Love (Barry, Robin & Maurice Gibb) von Bee Gees – 4:05
- A3. Night Fever (Barry, Robin & Maurice Gibb) von Bee Gees – 3:33
- A4. More Than a Woman (Barry, Robin & Maurice Gibb) von Bee Gees – 3:17
- A5. If I Can’t Have You (Barry, Robin & Maurice Gibb) von Yvonne Elliman – 2:15
- B1. A Fifth of Beethoven (Beethoven/Walter Murphy) von Walter Murphy – 3:03
- B2. More Than a Woman (Barry, Robin & Maurice Gibb) von Tavares – 3:17
- B3. Manhattan Skyline (David Shire) von David Shire – 4:44
- B4. Calypso Breakdown (William Eaton) von Ralph MacDonald – 7:50
- C1. Night on Disco Mountain (Mussorgsky/David Shire) von David Shire – 5:12
- C2. Open Sesame (Ronald Bell/Kool & The Gang) von Kool & the Gang – 4:01
- C3. Jive Talkin’ (Barry, Robin & Maurice Gibb) von Bee Gees – 3:43
- C4. You Should Be Dancing (Barry, Robin & Maurice Gibb) von Bee Gees – 4:14
- C5. Boogie Shoes (H. W. Casey/Richard Finch) von KC and the Sunshine Band – 2:17
- D1. Salsation (David Shire) von David Shire – 3:50
- D2. K-Jee (Charles Hearndon/Harvey Fuqua) von MFSB – 4:13
- D3. Disco Inferno (Leroy Green/Ron Kersey) von The Trammps – 10:51

## Ausgaben
Das Album erschien 1977 bei RSO, weltweit vertrieben von PolyGram.
1983 erschien es erstmals auf Compact Disc. 1998 gab es eine von MFSL als Gold-Disc veröffentlichte Version.
Seit 2006 ist es in Europa auch digital verfügbar.
- 1977: RSO 2658 123 (2 LP)
- 1983: RSO 800 068-2 (2 CD)
- 1984: Polydor 800 068-2 (2 CD)
- 1985: Polydor 825 389-1 (2 LP)
- 1995: Polydor 825 389-2 (CD)
- 1998: MFSL UDCD 716 (CD)
- 2006: Digital download
- 2007: Warner/Rhino 8122-79983-3 (CD)
- 2014: Reprise 8122795951 (2 LP)
- 2017: Capitol 0602557393149 (2 LP)
- 2017: Capitol 0602557837773 (2 CD)
- 2017: Capitol 0602557837681 (Box-Set: 2 LP, 2 CD, Blu-ray)

## Rezeption
Das Album entwickelte sich 1978 innerhalb kürzester Zeit zum meistverkauften Album der Musikgeschichte. Alleine Fleetwood Macs Rumours und Hotel California von den Eagles konnten damals ähnliche Verkaufszahlen erzielen. Alleine in Deutschland wurde das Album bis August 1978 über eine Million Mal verkauft. Als bestverkaufter Soundtrack wurde »Saturday Night Fever« erst 15 Jahre später von Whitney Houstons Soundtrackalbum zum Film »Bodyguard« übertroffen. Bis heute ist es das einzige Soundtrackalbum, das in den USA vier Nummer-1-Hits produzierte.
Für die Bee Gees, die in ihrer Karriere gerade einmal eine Handvoll Disco-Songs komponierten (von geschätzt etwa 200), kam die Beteiligung an diesem Soundtrack in späteren Jahren mitunter einem Makel gleich. Fortan waren sie die Disco-Band schlechthin, dabei war das einzige Verbrechen, das die Bee Gees begangen hatten, Disco populär zu machen, schrieb David M. Meyer 2013 in seinem Buch The Bee Gees: The Biography. Auf der anderen Seite stand der enorme kommerzielle Erfolg, dem allerdings auch ein radikaler Stilwechsel der Band vorausgegangen war, ohne den dieser, vielleicht auch das ganze Projekt, so nie zustande gekommen wäre. Selbst Robert Stigwoods unbestrittenes Talent, mit Cross-Media-Marketing-Strategien erfolgreich Musik und Film/TV zu vermarkten, hätte diesen Erfolg alleine wohl kaum ausgemacht. David M. Meyer dazu: The soundtrack hit first and fueled the movie, then the movie hit and refueled the soundtrack. Die Bee Gees machte er zu Superstars der 70er Jahre(Michael Henkels, Bee Gees: Die Superstars der 70er Jahre).
In den USA brachte Film und Soundtrack eine Subkultur ins Rampenlicht, die sich einst gegen den weißen und heterosexuellen Mainstream gestellt hatte. The Bee Gees [...] were white and handsome -- all of which made them more marketable to new audiences than their black, female, or homosexual peers. schrieb Stephen M. Deusner dazu auf pitchfork.com. In Deutschland gab es eine derartige politische Gegenkultur dagegen nicht. Hier waren die Auswirkungen eher kultureller Natur. Disco wurde zu einem Massenphänomen, Diskotheken, die es schon seit Ende der 1960er-Jahre gab, wurden zu Event-Tempeln aufgerüstet, in denen Musik nur ein Angebot unter vielen darstellt. Das Musikgenre Disco entstand, das zunächst als Subgenre der Rockmusik zugeordnet wurde, sich im Laufe der Jahrzehnte jedoch immer mehr in den Bereich der elektronischen Musik verschob.
1979 gewann das Album einen Grammy in der Kategorie: Album des Jahres (Album Of The Year).
2003 erreichte das Album Platz 131 in Rolling Stones 500 beste Alben aller Zeiten.

### Chartplatzierungen

#### Album
| ChartsChartplatzierungen       | Höchstplatzierung | Wochen/ Monate |
| ------------------------------ | ----------------- | -------------- |
| Deutschland (GfK)              | 1 (8,5 Mt.)       | 8,5 Mt.        |
| Österreich (Ö3)                | 1 (9 Mt.)         | 9 Mt.          |
| Vereinigte Staaten (Billboard) | 1 (137 Wo.)       | 137 Wo.        |
| Vereinigtes Königreich (OCC)   | 1 (65 Wo.)        | 65 Wo.         |

| ChartsJahrescharts (1978) | Platzierung |
| ------------------------- | ----------- |
| Deutschland (GfK)         | 1           |
| Österreich (Ö3)           | 1           |

#### Singleauskopplungen
| Jahr | Titel Album           | Höchstplatzierung, Gesamtwochen/‑monate, AuszeichnungChartplatzierungen (Jahr, Titel, Album, Platzierungen, Wochen/Monate, Auszeichnungen, Anmerkungen) | Höchstplatzierung, Gesamtwochen/‑monate, AuszeichnungChartplatzierungen (Jahr, Titel, Album, Platzierungen, Wochen/Monate, Auszeichnungen, Anmerkungen) | Höchstplatzierung, Gesamtwochen/‑monate, AuszeichnungChartplatzierungen (Jahr, Titel, Album, Platzierungen, Wochen/Monate, Auszeichnungen, Anmerkungen) | Höchstplatzierung, Gesamtwochen/‑monate, AuszeichnungChartplatzierungen (Jahr, Titel, Album, Platzierungen, Wochen/Monate, Auszeichnungen, Anmerkungen) | Höchstplatzierung, Gesamtwochen/‑monate, AuszeichnungChartplatzierungen (Jahr, Titel, Album, Platzierungen, Wochen/Monate, Auszeichnungen, Anmerkungen) | Anmerkungen                                                           |
| Jahr | Titel Album           | DE | AT | CH | UK | US | Anmerkungen                                                           |
| ---- | --------------------- | --- | --- | --- | --- | --- | --------------------------------------------------------------------- |
| 1977 | How Deep Is Your Love | DE21 (13 Wo.)DE | AT13 (2 Mt.)AT | — | UK3 Platin · (17 Wo.)UK | US1 Gold · (33 Wo.)US | Erstveröffentlichung: September 1977 Grammy (Pop); Nr. 366 der RS-500 |
| 1977 | Stayin’ Alive         | DE2 Gold · (30 Wo.)DE | AT2 (6 Mt.)AT | CH2 (21 Wo.)CH | UK4 ×2Doppelplatin · (18 Wo.)UK | US1 Platin · (27 Wo.)US | Erstveröffentlichung: 13. Dezember 1977 Nr. 189 der RS-500            |
| 1978 | Night Fever           | DE2 (24 Wo.)DE | AT4 (5 Mt.)AT | CH3 (13 Wo.)CH | UK1 Platin · (20 Wo.)UK | US1 Platin · (20 Wo.)US | Erstveröffentlichung: 7. Februar 1978 Grammy (Pop)                    |

### Auszeichnungen für Musikverkäufe
| Land/Region                  | Auszeichnungen für Musikverkäufe (Land/Region, Auszeichnung, Verkäufe) | Verkäufe   |
| ---------------------------- | ---------------------------------------------------------------------- | ---------- |
| Australien (ARIA)            | 11× Platin                                                             | 770.000    |
| Brasilien (PMB)              | Gold                                                                   | 100.000    |
| Deutschland (BVMI)           | 3× Platin                                                              | 1.500.000  |
| Frankreich (SNEP)            | Gold                                                                   | 100.000    |
| Hongkong (IFPI/HKRIA)        | Platin                                                                 | 20.000     |
| Indien (IMI)                 | —                                                                      | 250.000    |
| Italien (FIMI)               | Gold                                                                   | 25.000     |
| Kanada (MC)                  | Diamant                                                                | 1.000.000  |
| Niederlande (NVPI)           | Platin                                                                 | 100.000    |
| Norwegen (IFPI)              | —                                                                      | 180.000    |
| Vereinigte Staaten (RIAA)    | 16× Platin                                                             | 16.000.000 |
| Vereinigtes Königreich (BPI) | 7× Platin                                                              | 2.100.000  |
| Insgesamt                    | 3× Gold · 29× Platin · 2× Diamant ·                                    | 22.145.000 |

Hauptartikel: Bee Gees/Auszeichnungen für Musikverkäufe

## Bibliografie
- Melinda Bilyeu, Hector Cook, Andrew Môn Hughes, Joseph Brennan, Mark Crohan: Die ultimative Biografie der Bee Gees: Geschichten der Brüder Gibb. Starcluster Verlag, Balve 2007, ISBN 978-3-925005-66-4.
- Dennis Bryon: You Should Be Dancing – My Life With The Bee Gees. ECW Press, 2015, ISBN 978-1-77041-242-2.
- David Leaf: Wir – die Bee Gees. (= Rocky Buch). Deutsch von Peter März. Reiff, Offenburg 1979, ISBN 0-903443-35-X.
- Michael Henkels: Bee Gees: Die Superstars der 70er Jahre. Taurus Press, Hamburg 1979, ISBN 3-9800079-5-2.
- Paul Sahner: Bee Gees. Lübbe, Bergisch Gladbach 1979, ISBN 3-404-01237-2.
- Sven Kreienhoop: Die Auswirkungen von "Saturday Night Fever" auf die Bee Gees und die Jugendkultur in Deutschland. GRIN Verlag, 2015, ISBN 978-3-656-95568-9.
- David English: Mad Dogs & Englishman: Confessions of a Loon. Virgin Publishing, London 2002, ISBN 1-85227-944-3.
- David N. Meyer: The Bee Gees: The Biography. Da Capo Press, Boston 2013, ISBN 978-0-306-82025-0.
- Jeff Apter: Tragedy: The Ballad Of The Bee Gees. Jawbone Press, London 2016, ISBN 978-1-911036-00-5.
- Simon Spence: Staying Alive: The Disco Inferno Of The Bee Gees. Jawbone Press, London 2017, ISBN 978-1-911036-27-2.
- Klaus Dieter Tilch: Rock LPs 1-5: 40000 Langspielplatten. Taurus Press, Hamburg 1990, ISBN 3-922542-25-5.
- Martin C. Strong: The Essential Rock Discography. Canongate Books, 2006, ISBN 1-84195-985-5.